# Attockicetus praecursor
L'attockiceto (Attockicetus praecursor) è un cetaceo estinto, appartenente agli archeoceti. Visse nell'Eocene inferiore - medio (inizio del Luteziano, circa 48 milioni di anni fa) e i suoi resti fossili sono stati ritrovati in Pakistan.

## Descrizione
Questo animale è noto solo per un cranio parziale e alcuni denti, e una ricostruzione è quindi possibile solo raffrontando i fossili con quelli di animali simili meglio conosciuti, come Remingtonocetus. Attockicetus doveva assomigliare vagamente a una grossa lontra dal cranio allungato. Lo stretto muso allungato era dotato di una dentatura che lo metteva in relazione con altri remingtonocetidi. Un lungo diastema separava il terzo e il quarto premolare inferiore, e il terzo era più lungo del quarto, caratteristiche dei remingtonocetidi. Il quarto premolare inferiore era simile a quelli di Pakicetus, con una grande cuspide protoconide, ed estensioni basali anteriori e posteriori con creste prominenti, ma se ne differenziava nell'avere pareti del protoconide più ripide, più alte e con estensioni basali più lunghe. Inoltre, l'usura dei molari nei pakicetidi è solitamente molto estesa, mentre quella in Attockicetus è meno marcata; ciò suggerisce che i denti di Attockicetus non erano utilizzati per frantumare il cibo, ma solo per trattenerlo (Cooper et al., 2009).

## Classificazione
Descritto per la prima volta nel 2000, Attockicetus è basato su un rostro frammentario, un calco endocranico e un osso dell'orecchio. L'esemplare, ritrovato nella formazione Kuldana nel distretto di Attock nel Punjab (Pakistan) conserva anche alcuni denti. Altri denti isolati attribuiti a questo animale sono stati scoperti nella stessa formazione. Attockicetus è considerato un rappresentante basale dei remingtonocetidi, un gruppo di cetacei arcaici caratterizzati da musi allungati. Attockicetus è probabilmente il più antico remingtonocetide noto.